# 朴子口
朴子口，原寫為朴仔口，是臺灣臺中市豐原區的一個傳統地域名稱，位於該區東北部。相較於今日行政區，其範圍大致包括朴子里、翁子里東北端、南嵩里最北端。

## 歷史
台灣清治末期，朴子口地區為一街庄，稱為「朴仔口庄」，隸屬於捒東上堡。該庄北隔大甲溪與牛稠坑庄、石圍墻庄為界，東與石崗仔庄為鄰，南邊為翁仔社庄為鄰，西邊為大湳庄。
1901年（日明治三十四年）11月，全台廢縣廳改設二十廳，該庄隸屬於臺中廳。1903年（明治三十六年）6月，該庄編入「石崗區」，仍隸屬於臺中廳。1909年（明治四十二年）10月，全台二十廳合併為十二廳，石崗區隸屬不變。1920年（大正九年），全台地方制度大改正，該庄改制並雅化為「朴子口」大字，隸屬於臺中州豐原郡豐原街。
戰後豐原街改制為豐原鎮，隸屬於臺中縣，大字亦改制為里。1950年10月，中、彰、投分治，豐原鎮隸屬不變。1976年，豐原鎮因人口超過十萬人而改制為縣轄豐原市。2010年12月，隨著臺中縣、市合併為直轄臺中市，豐原市改制為豐原區。

## 聚落
本地區發展較早的聚落有朴仔口、溪底、下藔、崁下腳、社仔（尾社莊）等，在日治期初期的官方地圖上已有記載。此外，本地區尚有埤頭、崎下埔等聚落。

## 交通
台鐵山線大致以北北西—南南東走向繞大彎轉北北東－南南西走向經過朴子口地區西南部。境內未設站，北側最近的是后里車站，屬三等站，主要停靠區間車，自強號每日僅雙向各停靠一個車次；南側最近的是豐原車站，屬一等站，停靠大部分的普悠瑪號、自強號列車及其餘各級全部列車。由此等可前往台鐵沿線各站。其中后里車站是中部區間車主要折返點之一。
國道4號是清水至豐原的東西向高速公路，大致以西北—東南走向經過本地區西南部。由該道路向西北可前往神岡、清水等地，向東南可前往翁子社中部並止於省道台3線路口。
省道台3線（豐勢路二段）俗稱「內山公路」，是臺北至屏東的幹道，大致以東向西轉東北－西南走向經過本地區東南部。由該道路向東轉東南東可前往石岡、東勢、卓蘭等地，向西南可前往豐原市區、潭子、北屯、台中市中心等地。
區道中80線（朴子街）是大湳至朴子口的道路，其東側端點位於本地區中部偏東南的省道台3線路口。由此向西轉西南蜿蜒而行，跨越葫蘆墩圳橋出境後轉北再轉西南西可前往大湳地區中部偏南的省道台13線路口。

## 景點
- 東豐自行車綠廊
- 后豐鐵馬道